# River Cur
River Cur är ett vattendrag i Storbritannien. Det ligger i rådsområdet Argyll and Bute och riksdelen Skottland. Det mynnar ut i Loch Eck.